# Liste der Monuments historiques in Mazères (Gironde)
Die Liste der Monuments historiques in Mazères (Gironde) führt die Monuments historiques in der französischen Gemeinde Mazères auf.

## Liste der Bauwerke
| Bezeichnung           | Beschreibung              | Standort | Kennzeichnung | Schutzstatus | Datum | Bild           |
| --------------------- | ------------------------- | -------- | ------------- | ------------ | ----- | -------------- |
| Schloss Roquetaillade | Erbaut im 14. Jahrhundert | (Lage)   | PA00083626    | Classé       | 1976  | weitere Bilder |

## Liste der Objekte
- Monuments historiques (Objekte) in Mazères (Gironde) in der Base Palissy des französischen Kultusministeriums